# Próba-szerencse programozás
A próba-szerencse programozás a számítógép-programozás egy antimintája. Lényege, hogy a programozó apró változásokat visz véghez, remélve, hogy ezzel kijavít egy hibát. Közben rendszerint nem használja a verziókezelést, emiatt a megelőző változat elveszhet. Az apró változtatásokat, sorok megcserélésének eredményét teszteli is, bár ez a tesztelés nem kimerítő. Oka, hogy a programozó nem érti a hibát és a kódot.
Ezzel a módszerrel olyan új hibákat vezethetnek be, melyeket a teszteléssel nem vesznek észre, így legfeljebb csak akkor derülnek ki, amikor a programozó úgy ítéli, hogy sikerült kijavítania a hibát, és a projekt gépezete működésbe lendül. 
A taktika nem produktív, ha:
- Nincsenek könnyen végrehajtható automatizált regressziós tesztek, amelyek lefedik a kódbázist.
- Nincs tesztvezérelt fejlesztés, így tapasztalati teszteléssel nehéz megállapítani, hogy a releváns esetek többségében működik-e.
- Nincs verziókezelés (GIT, Mercurial vagy SVN), nincs elmentett megelőző állapot, nincsenek közben mentések sem, így a legrosszabb esetben a régi állapot elvész, pedig lehet, hogy az lenne a legjobb. Sok hibás indítás és javítás történik, mielőtt eléri a megnyugtató végpontot.

Formális verifikáció hiányában a kód minősége nem biztosított.
Oka, hogy a programozó nem érti a hibát, nem érti, hogy miért csinálja a kód azt, amit. Ennek oka lehet az API nem megfelelő dokumentációja. Mások a referencia kódot másolják át, amiről azt hiszik, hogy korrekt, pedig lehet, hogy az is próba-szerencse módon készült.
Bizonyos esetekben a programozó tudja igazolni, hogy a többi lehetséges permutáció, változat közül az egyiknek működnie kell, akkor megtalálhatja azt a változatot, amiről utólag igazolhatja, hogy az a legjobb.

## Példa
Az alábbi C példa célja, hogy megtalálja számjegyek egy sorozatát egy hosszabb stringben, és kimásolja őket; de több problémától is szenved:
```
#include
 
<stdio.h>

#include
 
<string.h>

#include
 
<ctype.h>

int
 
main
(
void
)

{

    
const
 
char
*
 
buffer
 
=
 
"123abc"
;

    
char
 
destination
[
10
];

    
int
 
i
 
=
 
0
;

    
int
 
j
 
=
 
0
;

    
int
 
l
 
=
 
strlen
(
buffer
);

    
while
 
(
i
 
<
 
l
)
 
{

        
if
 
(
isdigit
(
buffer
[
i
]))
 
{

            
destination
[
j
++
]
 
=
 
buffer
[
i
++
];

        
}

        
++
i
;

    
}

    
destination
[
j
]
 
=
 
'\0'
;

    
printf
(
"%s
\n
"
,
 
destination
);

}

```

Először is, nem a jó választ adja. A kódban megadott stringet használva "13", míg a korrekt válasz "123". Aki nem veszi észre a szerkezeti problémát, az egy utasításra áll rá, mondva, hogy van egy extra növelés. Eltávolítja a  "++i" sort, de a teszt végtelen ciklust eredményez. Visszateszi a ++i sort, majd eltávolítja az előzetes növelést a buffer[i++]-ből:
```
    
if
 
(
isdigit
(
buffer
[
i
]))
 
{

        
destination
[
j
++
]
 
=
 
buffer
[
i
];

    
}

```

Ezután már megkapja a korrekt választ, és megkönnyebbülten befejezi a kódolást.
További tesztek különféle stringekkel azt mutatják, hogy a kód még nem jó:
- Ha a bemenetben több szám van, akkor a kimenetbe bekerül az összes számjegy, például "123ab456"-ból kapjuk, hogy "123456".
- Ha a bemenő string hosszabb, mint a buffer, akkor a buffer túlcsordul.
- Ha a bemenő string hosszabb, mint INT_MAX, akkor a viselkedés nem definiált. Ennek oka, hogy strlen() unsigned int számot ad vissza, ami így nagyobb lehet a maximális intnél.
- Ha a char előjeles, és a string olyan karaktereket tartalmaz, amelyek nincsenek a 0..UCHAR_MAX tartományban, az isdigit() viselkedése definiálatlan.

Míg a megoldás sok stringre működik, nem egészen korrekt, és mivel nem sikerült megérteni a kódot, a hibák felderítetlenek maradnak egészen egy későbbi tesztfázisig.

## Fordítás
Ez a szócikk részben vagy egészben  a   Programming by permutation című angol Wikipédia-szócikk fordításán alapul.  Az eredeti cikk szerkesztőit annak laptörténete sorolja fel. Ez a jelzés csupán a megfogalmazás eredetét és a szerzői jogokat jelzi, nem szolgál a cikkben szereplő információk forrásmegjelöléseként.